# Benito Juárez, Huamantla
Benito Juárez är en ort i Mexiko.   Den ligger i kommunen Huamantla och delstaten Tlaxcala, i den sydöstra delen av landet, 130 km öster om huvudstaden Mexico City. Benito Juárez ligger 2 447 meter över havet och antalet invånare är 5 123.
Terrängen runt Benito Juárez är varierad. Benito Juárez ligger nere i en dal. Runt Benito Juárez är det ganska tätbefolkat, med 248 invånare per kvadratkilometer. Närmaste större samhälle är Huamantla, 6,8 km söder om Benito Juárez. Trakten runt Benito Juárez består till största delen av jordbruksmark.